# Томмі Фленаган (музикант)
То́ммі Фле́наган (англ. Tommy Flanagan), повне ім'я То́мас Лі Фле́наган (англ. Thomas Lee Flanagan; 16 березня 1930, Детройт, Мічиган — 16 листопада 2001, Нью-Йорк) — американський джазовий піаніст.

## Біографія
Народився 16 березня 1930 року в Детройті, штат Мічиган. Почав грати на кларнеті у віці 6 років; переключився на фортепіано в 11 років.
У 1945 році дебютував професійно; потім грав з Лакі Томпсоном, Мілтоном Джексоном, Руді Рузерфордом (1946—48); наприкінці 1940-х з Біллі Мітчеллом, Тедом Джонсом, Елвіном Джонсом. У 1951—53 роках проходив службу в армії. Грав з Мітчеллом, Кенні Берреллом (1954—55).
У 1956 році переїхав до Нью-Йорка; грав з Оскаром Петтіфордом, Еллою Фітцджеральд (1956), Дж. Дж. Джонсоном (1956—57), Майлзом Девісом (1957); з власними гуртами починаючи з 1957 року; Джонсоном (1958), Тайрі Гленном, Світсом Еддісоном (1959—60), Коулменом Гокінсом (1961), Джимом Голлом (1961—62), Фітцджеральд (1963—65), Тоні Беннеттом (1966), Фітцджеральд (1968—78). Як сесійний музикант взяв участь у записі таких відомих альбомів як Giant Steps Джона Колтрейна, Saxophone Colossus Сонні Роллінса, The Incredible Jazz Guitar of Wes Montgomery Веса Монтгомері і Straight Life Арта Пеппера.
Фленаган, який здобув репутацію чудового акомпаніатора завдяки співпраці з Фітцджеральд, починаючи з 1978 року працював суто у форматі тріо. Його тріо часто виступало за межами США, включало таку ритм-секцію як Джордж Мраз і Кенні Вашингтон, Пітер Вашингтон-Кенні Вашингтон; і Пітер Вашингтон-Льюїс Неш. Його репертуар був досить великий, від Еллінгтона, Монка, канонів бібопу до American Songbook, був особливо точним інтерпретатором творів Стрейгорна, Демерона і Теда Джонса.
Серед лейбліх, на яких записувався після 1975 року були: Pablo, Enja, Denon, Galaxy, Progressive, Uptown, Timeless, а також декілька європейських та японських компаній. На Blue Note він записав альбом Sunset and Mockingbird у 1998, за яким через рік вийшов Samba для Felix. Попри хворобу серця, продовжував грати до кінця життя, виступавши по два тижні в клубі Village Vanguard двічі на рік, також записувався і гастролював. Помер 16 листопада 2001 року на Мангеттені у віці 71 року від артеріальної аневризми.

## Дискографія
- Overseas (Prestige, 1958)
- The Cats (New Jazz, 1959; записаний 1957)
- The Tommy Flanagan Trio (Moodsville, 1960)
- Solo Piano (Storyville, 1974)
- Lonely Town (Blue Note, 1979)